# Rosario Fernández

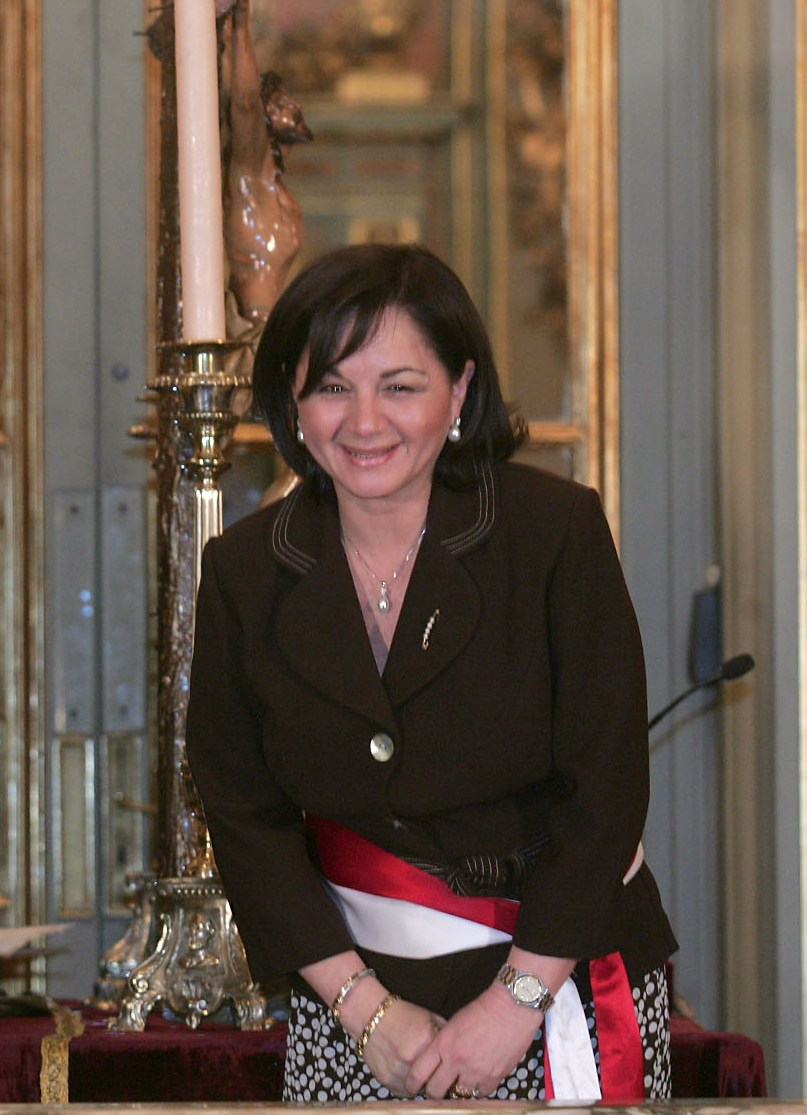
Rosario Fernández, 2008

Rosario Fernández (* 1955 in Lima) ist eine peruanische Politikerin und ehemalige Premierministerin sowie Justizministerin des Landes.

## Leben
Fernández ist die Tochter des Staatsanwalts und ehemaligen peruanischen Justizministers Joffre Fernandez Veldivieso.
Sie studierte Rechtswissenschaft an der Universität von Peru und schloss im Jahr 1976 als Jahrgangsbeste ab. Weitere Studien führten sie nach Washington, D.C., wo sie ihre Kenntnisse in Zivilprozessrecht, Privatrecht, Familienrecht und Völkerrecht vertiefte.
In den Jahren von 1988 bis 1991 war sie Vize-Vorsitzende der Börse Limas und in den Jahren von 1993 bis 1994 Schatzmeister der Lima Bar Association. Während dieser Zeit war sie darüber hinaus Mitglied in diversen Ausschüssen der peruanischen Regierung.
Fernández ist mit dem Anwalt Ernest Coz verheiratet und Mutter von zwei Töchtern.